# バンダレ・エマーム・ホメイニー
バンダレ・エマーム・ホメイニー（ペルシア語: بندر امام خمينى、Bandar-e Emam Khomeini）は、イランのフーゼスターン州にあるペルシア湾沿岸の港町。単にバンダレ・エマームとも。
以前はバンダレ・シャープール（ペルシア語: بندر شاهپور、Bandar-e Shahpur）と呼ばれていたが、1979年にイラン革命が起こると、ホメイニー師の名前に因んで、現在の名前に改称された。